# لجنة التدقيق
لجنة التدقيق (أو لجنة مراجعة الحسابات) هي لجنة تشغيلية تابعة لمجلس الإدارة مكلفة بالإشراف على التقارير المالية والإفصاح عنها ضمن أي شركة من الشركات الأمريكية العامة. يُختار أعضاء اللجنة من أعضاء مجلس إدارة الشركة، مع اختيار رئيس للجنة من بين أعضاء اللجنة نفسها. يُعتبر وجود لجنة تدقيق مؤهلة أمرًا ضروريًا لأي شركة أمريكية عامة من أجل إدراجها في سوق الأوراق المالية. عادة ما يتم تمكين لجان التدقيق من أجل الحصول على الموارد الاستشارية والخبرات اللازمة لأداء مسؤولياتها.
يستمر دور لجان التدقيق في التطور كنتيجة لإصدار قانون ساربينز أوكسلي لعام 2002. تشرف العديد من لجان التدقيق على أنشطة الامتثال التنظيمي وإدارة المخاطر.
قد تمتلك الهيئات غير الربحية أيضاً لجنة تدقيق.
على المستوى الدولي، تُعتبر لجنة التدقيق لجنة تابعة لمجلس الإدارة مسؤولة عن الإشراف على عملية إعداد التقارير المالية واختيار عضو لجنة التدقيق المستقل واستلام نتائج التدقيق على الصعيدين الداخلي والخارجي. تساعد اللجنة مجلس الإدارة على تحقيق أهداف إدارة الشركات/ الإدارة المؤسسية للشركة والإشراف على مسؤولياتها المتعلقة بالتقارير المالية للهيئات ونظام الرقابة الداخلية ونظام إدارة المخاطر ووظائف التدقيق الداخلية والخارجية.
يتمثل دورها في تقديم المشورة والتوصيات إلى مجلس الإدارة ضمن نطاق اختصاصاتها استناداً إلى مرسوم تأسيس الشركة. تختلف اختصاصات ومتطلبات لجنة التدقيق من بلد إلى آخر، ولكن قد تتأثر بالاتحادات الاقتصادية والسياسية القادرة على إصدار التشريعات.
تُطبّق إرشادات الاتحاد الأوروبي في جميع أنحاء أوروبا من خلال التشريعات القطرية. على الرغم من احتمالية اختلاف المتطلبات القانونية المحددة بين بلد وآخر في أوروبا، فإن مصدر التشريع الخاص بقضايا إدارة الشركات يكون غالباً على مستوى الاتحاد الأوروبي وضمن أنظمة إدارة الشركات غير الإلزامية التي تتجاوز الحدود القومية.

## التعاريف
- تعريف معهد المدققين الداخليين: «تشير لجنة التدقيق إلى هيئة الإدارة المكلفة بالإشراف على وظائف التدقيق والرقابة ضمن المنظمة. وعلى الرغم من أنه غالباً ما تُفوّض هذه المهام الائتمانية إلى لجنة التدقيق التابعة لمجلس الإدارة، لكن تهدف الممارسة الاستشارية إلى التقديم على مجموعات الرقابة الأخرى ذات الصلاحيات والمسؤوليات المماثلة أيضاً، مثل الأوصياء أو الهيئات التشريعية أو مالكي المنشأ الذي يديره مالك أو لجان الرقابة الداخلية أو مجالس الإدارة الكاملة» (مشورة آي آي إيه العلمية 2060-2 لعام 2004).
- في نيجيريا، تُعرّف لجنة التدقيق على أنها «لجنة الإداريين وممثلي المساهمين في المؤسسات الذين تتمثل مسؤوليتهم المحددة في مراجعة البيانات المالية السنوية قبل تقديمها إلى مجلس الإدارة».
- يركّز التعريفان المذكوران أعلاه على القطاع الخاص. طوّر المدققون الحكوميون تعريفاً مشابهاً حسب معايير الرقابة الداخلية للمنظمة الدولية لمؤسسات التدقيق العليا: «لجنة التدقيق هي لجنة مجلس الإدارة التي يركز دورها عادة على جوانب التقارير المالية وعلى عمليات الشركة من أجل إدارة المخاطر المالية، والامتثال لمعايير المتطلبات القانونية والأخلاقية والتنظيمية المهمة المتبّعة. تساعد لجنة التدقيق عادةً مجلس الإدارة في الإشراف على (أ) نزاهة البيانات المالية للشركة. (ب) امتثال الهيئة للمتطلبات القانونية والتنظيمية. (ج) استقلالية ومؤهلات المدققين المستقلين. (د) أداء وظيفة التدقيق الداخلي للشركة وأداء المدققين المستقلين. (هـ) تعويض مديري الشركة التنفيذيين (عند غياب لجنة المكافآت).[1]

## التكوين
يبلغ عادةً عدد الأعضاء في لجنة التدقيق 6 أشخاص بالحد الأقصى.
- في الولايات المتحدة الأمريكية، هناك حاجة إلى لجنة تدقيق مؤهلة للشركات العامة المسجلة. يجب أن تكون اللجنة مؤلفة من مديرين خارجيين مستقلين مع شخص مؤهل واحد على الأقل كخبير مالي لكي تكون اللجنة مؤهلة.
- في الاتحاد الأوروبي، التوجيه الثامن لقانون الشركات 2006/43/ إي سي:[2] «يجب أن يكون لكل شركة ذات مصلحة عامة لجنة تدقيق. تحدد الدولة العضو ما إذا كانت ستتألف لجان التدقيق من أعضاء غير تنفيذيين في الهيئة الإدارية و/ أو أعضاء الهيئة المشرفة للكيان المدقق و/ أو أعضاء معينين من قبل الاجتماع العام لمساهمي الكيان المدقق. يجب أن يكون عضو واحد على الأقل من لجنة التدقيق مستقلاً ومختصاً في المحاسبة و/ أو التدقيق».
- أفضل اصطلاح لمعهد المدققين الداخليين:[3] «تتألف لجنة التدقيق من ثلاثة أعضاء على الأقل بشرط ألا تزيد عن ستة أعضاء في مجلس الإدارة، يكون كل عضو في اللجنة مستقلاً ومختصاً مالياً. يجب تعيين عضو واحد على الأقل كـ «خبير مالي»، على النحو المحدد في التشريعات واللوائح السارية».

## المسؤوليات
تعتمد مجالس الإدارة ولجانها على إدارة تشغيل العمليات اليومية للعمل. يوصف دور المجلس بشكل أفضل على أنه الرقابة أو المراقبة، وليس التنفيذ. تشمل مسؤوليات لجنة التدقيق عادة ما يلي:
- الإشراف على عملية التقارير المالية والكشف عنها.
- مراقبة اختيار سياسات ومبادئ المحاسبة.
- الإشراف على توظيف التدقيق الخارجي وأدئه واستقلاليته.
- الإشراف على الامتثال التنظيمي والأخلاقيات والخطوط الساخنة للمبلغين عن المخالفات.
- مراقبة عملية الرقابة الداخلية.
- الإشراف على أداء وظيفة التدقيق الداخلي.
- مناقشة سياسات وممارسات إدارة المخاطر مع الإدارة.

توصف عادةً واجبات لجنة التدقيق في ميثاق اللجنة، ويُتاح ذلك غالباً على موقع الويب الخاص بالشركة.
- الاتحاد الأوروبي: التوجيه 2006/43/إي سي، المقال 41.2: تقوم لجنة التدقيق بعدة أمور: (أ) مراقبة عملية التقرير المالي، و(ب) مراقبة فعالية الرقابة الداخلية للشركة والتدقيق الداخلي للحسابات عند الاقتضاء ونظم إدارة المخاطر، و(ج) مراقبة التدقيق التشريعي للحسابات السنوية والموحدة، و(د) مراجعة ورصد استقلالية المدقق التشريعي أو هيئة التدقيق، لا سيما تقديم خدمات إضافية إلى الشركة الخاضعة للتدقيق.
- القطاع العام: سي إف. المعيار الحكومي للمنظمة الدولية لمؤسسات التدقيق العليا #9100.[7]

### الدور في الإشراف على التقارير المالية والمحاسبة
تقوم لجان التدقيق عادةً بمراجعة البيانات المالية الفصلية والسنوية في الشركات العامة. بالإضافة إلى ذلك، يناقش الأعضاء غالباً تقديرات وأحكام المحاسبة المعقدة التي تصدرها الإدارة وتطبيق مبادئ أو أنظمة المحاسبة الجديدة.
تتفاعل لجان التدقيق بانتظام مع الإدارة المالية العليا مثل مدير المالية ومشرف جودة المحاسبة والتقرير المالي، وتكون في وضع يسمح لها بالتعليق على قدرات هؤلاء المديرين.
في حال تحديد أو ادعاء وجود مشاكل كبيرة في الممارسات المحاسبية أو مشاكل شخصية، تدير لجنة التدقيق تحقيقًا خاصًا باستخدام موارد استشارية خارجية حسب الضرورة.
يُطلب من المدقّقين الخارجيين أيضاً تقديم التقارير إلى اللجنة حول مجموعة متنوعة من الأمور، مثل وجهات نظرهم بشأن اختيار الإدارة لمبادئ المحاسبة، والتعديلات المحاسبية الناشئة عن عمليات التدقيق الخاصة بهم، وأي خلاف أو صعوبات تواجه العمل مع الإدارة، وأي احتيال محدد أو نشاطات غير قانونية.

### الدور في الإشراف على التدقيق الخارجي
توافق لجان التدقيق عادةً على اختيار المدقق الخارجي. يقوم قسم التدقيق الخارجي (ويسمى أيضاً شركة المحاسبة العامة) بمراجعة البيانات المالية للمنشأة كل ثلاثة أشهر وإصدار رأي يوفر ضماناً على البيانات المالية السنوية للمنشأة.
يتطلب تغيير المدقق الخارجي عادةً موافقة لجنة التدقيق. تساعد لجان التدقيق أيضاً في ضمان استقلال المدقق الخارجي، ما يعني عدم وجود تضارب في المصالح قد يعرقل قدرة المدقق على إصدار رأيه بشأن البيانات المالية.
- الاتحاد الأوروبي: التوجيه 2006/43/ إي سي، المقال 41.3 و41.4: «في منشأة المصلحة العامة، يجب أن يستند اقتراح الهيئة الإدارية أو الإشرافية لتعيين مدقق قانوني أو شركة تدقيق إلى توصية مقدمة من لجنة التدقيق. يجب على المدقق القانوني أو شركة التدقيق تقديم تقرير إلى لجنة التدقيق حول الأمور الرئيسية الناشئة عن التدقيق القانوني، وعلى وجه الخصوص عن مواطن الضعف المادية في الرقابة الداخلية المتعلقة بعملية إعداد التقارير المالية».[8]